# Charles Petit-Dutaillis

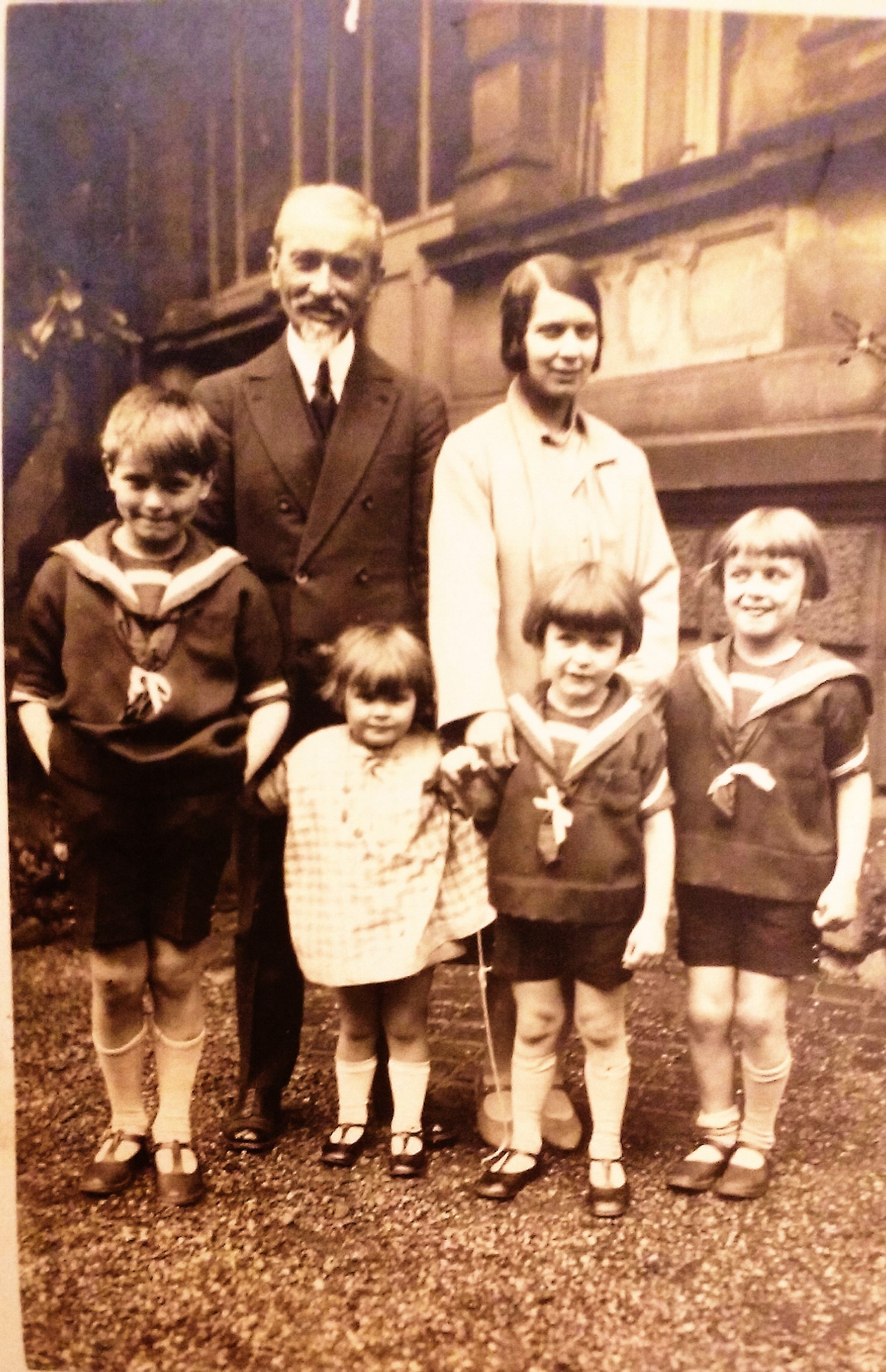

Charles Petit-Dutaillis, né à Saint-Nazaire le 26 janvier 1868 et mort à Paris le 10 juillet 1947 est un historien médiéviste français.
Spécialiste de l'histoire  du Moyen Âge en France et en Angleterre, il est membre de l'Académie des inscriptions et belles-lettres.

## Biographie
Charles Edmond Petit est né à Saint-Nazaire le 26 janvier 1868,. Il est le fils d'Alexandre Petit, médecin-chef de la Marine et inspecteur du service de santé maritime, et de Zoé Dutaillis. Charles Petit sera autorisé à s'appeler Petit-Dutaillis par décret du 15 janvier 1898. 
Il obtient en 1887 sa licence en lettres, et sort en 1888 diplômé de l'École des hautes études. Il intègre l'École nationale des chartes et en sort archiviste paléographe en 1890. La même année, il est reçu 3e à l'agrégation d'histoire-géographie. Ensuite, pendant deux à trois ans, il étudie et voyage à travers l'Europe : boursier d'études en Angleterre en 1890-1891, il étudie à Londres, Oxford et Cambridge ; en 1891-1892, il est boursier d'études en Allemagne puis en Italie. En 1894, il soutient une thèse latine sur les institutions de Sparte. Il est reçu docteur ès lettres en Sorbonne, le 13 mars 1895.
Il devient professeur d'histoire au lycée de Troyes en 1894-1895, enseigne l'histoire médiévale à l'Université de Lille à partir de 1895 et devient directeur de l'École supérieure de commerce de Lille de 1899 à 1908,. Il collabore à l'Histoire de France publiée sous la direction d'Ernest Lavisse. En 1898-1900, il fonde et dirige des séances instructives et récréatives pour les ouvriers dans les faubourgs de Lille.
Il passe en 1908 à l'Université de Grenoble et devient le recteur de l'académie de Grenoble, jusqu'en 1916.
Petit-Dutaillis est ensuite Inspecteur général de l'Instruction publique en 1916-1917. Il est directeur de l’Office national des universités et écoles françaises (ONUEF), de 1917 à 1936, et inspecteur général de l'Instruction publique de l'enseignement secondaire, en histoire, de 1920 à 1936. Il prend sa retraite le 1er octobre 1936.
Charles Petit-Dutaillis est élu en 1930 à l'Académie des inscriptions et belles-lettres. Il est président de l'Institut en 1938. Pendant la Seconde Guerre mondiale, son patriotisme lui vaut d'être arrêté par la Gestapo et incarcéré trois jours à la prison de Fresnes par les Allemands, à 75 ans,.
Président de la Société de l'École des chartes, il est membre puis président de la Société de l'histoire de France, membre de la Royal Historical Society, de la British Academy, du Comité consultatif de l'Enseignement public et de divers organismes universitaires ou scientifiques. Il est commandeur de la Légion d'honneur, officier de l'Instruction publique, grand-officier de l'Ordre national du mérite de Tchécoslovaquie,. 
Il a épousé en premières noces Georgette Forestier, fille de l'ingénieur Georges Forestier (1838-1905), dont il a quatre enfants. Il en divorce avant d'épouser en secondes noces en 1917 Joséphine Desvignes, inspectrice générale, officier de la Légion d'honneur, morte le 18 avril 1939, ; puis en troisièmes noces à Paris en 1940 Coralie Fruchier veuve Müller (1883-1946), fille du sénateur Raoul Fruchier (1851-1931).
Il est inhumé au cimetière du Père-Lachaise (90e division).

## Publications
(Principaux ouvrages)
- Études sur la vie et le règne de Louis VIII, Paris, 1894. Bibliothèque de l'École des Hautes-Études, n° 101.
- Le soulèvement des travailleurs d’Angleterre en 1831, 1898.
- « Charles VII, Louis XI et les premières années de Charles VIII (1422-1492) », in Histoire de France, de E. Lavisse, Paris, Hachette, 1902.
- Documents nouveaux sur les mœurs populaires et le droit de vengeance dans les Pays-Bas au XVe s., 1908.
- Le déshéritement de Jean sans Terre et le meurtre d'Arthur de Bretagne, Paris, F. Alcan, 1925.
- La monarchie féodale en France et en Angleterre, Xe – XIIIe siècle, Paris, la Renaissance du livre, 1933 (Albin Michel, 1971, extraits).
- « L'essor des États d'Occident : France, Angleterre, Péninsule ibérique », in Histoire du Moyen Âge, sous la direction de Gustave Glotz, Paris, PUF, 1937.
- Les Communes françaises, caractères et évolution des origines au XVIIIe siècle, Paris, A. Michel, 1947.

## Distinctions
- Commandeur de la Légion d'honneur (5 aout 1938)[9]
- Officier de l'Instruction publique

## Sources bibliographiques
- A. Merlin, « Notice sur la vie et les travaux de M. Charles Petit-Dutaillis », Comptes rendus de l'Académie des inscriptions et belles-lettres,‎ 1953, p. 416-427.
- C. Brunel, « Charles Petit-Dutaillis », Bibliothèque de l'École des chartes, t. 107,‎ 1947, p. 178-181.
- G. Caplat, L'inspection générale de l'Instruction publique au XXe siècle. Dictionnaire biographique des inspecteurs généraux et des inspecteurs de l'Académie de Paris, 1914-1939, Paris, 1997, p. 431-436.
- Dictionnaire national des contemporains, Nath Imbert, 1936, tome 2, p. 479
- Alfred Merlin, Notice sur la vie et les travaux de Charles Petit-Dutaillis, novembre-décembre 1953, p. 415-427.
- Guy Caplat, L'Inspection générale de l'Instruction publique : Dictionnaire biographique, t. 2 : 1914-1939, Paris, INRP-CNRS, 1997, p. 431-436.
- (en) Sidney R. Packard, « Some Reflections on the Life and Work of Charles Petit-Dutaillis (1868-1947) », in Speculum, A Journal of Medieval Studies, vol. 34, 1959.
- F. Olivier-Martin, « Éloge funèbre de M. Charles Petit-Dutaillis », Comptes rendus de l'Académie des inscriptions et belles-lettres,‎ 1947, p. 456-462 (lire en ligne, consulté le 1er janvier 2014).